# بيريوزوفسكي (مقاطعة سفيردلوفسك)
بيريوزوفسكي، سفيردلوفسك أوبلاست (بالروسية: Березовский) هي إحدى مدن روسيا في الكيان الفدرالي الروسي سفيردلوفسك أوبلاست.

## توأمة
لبيريوزوفسكي (سفيردلوفسك أوبلاست) اتفاقيات توأمة مع:
- ييلابوغا